# Okręg wyborczy nr 21 do Sejmu Rzeczypospolitej Polskiej
Okręg wyborczy nr 21 do Sejmu Rzeczypospolitej Polskiej obejmuje obszar województwa opolskiego. W obecnym kształcie został utworzony w 2001. Wybieranych jest w nim 12 posłów w systemie proporcjonalnym (do 2011 wybierano 13 posłów).
Siedzibą okręgowej komisji wyborczej jest Opole.

## Wyniki wyborów
| Podział 13 mandatów: SLD–UP: 5 Samoobrona: 2 MN: 2 PO: 2 PiS: 1 LPR: 1 |

| Podział 13 mandatów: SLD: 1 Samoobrona: 2 MN: 2 PO: 4 PiS: 3 LPR: 1 |

| Podział 13 mandatów: LiD: 1 PSL: 1 MN: 1 PO: 7 PiS: 3 |

| Podział 12 mandatów: SLD: 1 RP: 1 MN: 1 PO: 6 PiS: 3 |

| Podział 12 mandatów: NRP: 1 MN: 1 K’15: 2 PO: 4 PiS: 4 |

| Podział 12 mandatów: SLD: 1 KO: 4 MN: 1 PSL: 1 PiS: 5 |

| Podział 12 mandatów: NL: 1 KO: 5 Trzecia Droga: 1 Konfederacja: 1 PiS: 4 |

## Reprezentanci okręgu
| Sejm | Rok  | Poseł KW        | Poseł KW             | Poseł KW               | Poseł KW           | Poseł KW                            | Poseł KW                      | Poseł KW    | Poseł KW           | Poseł KW                      | Poseł KW           | Poseł KW                 | Poseł KW                          | Poseł KW                                      | Poseł KW            | Poseł KW          | Poseł KW        | Poseł KW       | Poseł KW           | Poseł KW | Poseł KW                        | Poseł KW      | Poseł KW          | Poseł KW | Poseł KW           | Poseł KW | Poseł KW          |
| ---- | ---- | --------------- | -------------------- | ---------------------- | ------------------ | ----------------------------------- | ----------------------------- | ----------- | ------------------ | ----------------------------- | ------------------ | ------------------------ | --------------------------------- | --------------------------------------------- | ------------------- | ----------------- | --------------- | -------------- | ------------------ | -------- | ------------------------------- | ------------- | ----------------- | -------- | ------------------ | -------- | ----------------- |
| IV   | 2001 |                 | A. Jakubowska SLD–UP |                        | J. Szteliga SLD–UP |                                     | H. Kroll MN                   |             | Z. Tyma Samoobrona |                               | L. Korzeniowski PO |                          | H. Paździor MN                    |                                               | J. Pilarczyk SLD–UP |                   | A. Diakonow PiS |                | T. Jarmuziewicz PO |          | J. Tomala Samoobrona            |               | A. Namysło SLD–UP |          | K. Pietrzyk SLD–UP |          | J. Czerwiński LPR |
| V    | 2005 |                 | S. Kłosowski PiS     |                        | D. Jazłowiecka PO  | J. Stępkowski Samoobrona            | H. Kroll MN                   | R. Galla MN |                    | R. Knosala PO                 | L. Korzeniowski PO | T. Ceglecka-Zielonka PiS | S. Lewandowska Samoobrona         | T. Garbowski SLD (2005) LiD (2007) SLD (2011) |                     | M. Walkiewicz PiS | M. Kawa LPR     |                | T. Jarmuziewicz PO |          |                                 |               |                   |          |                    |          |                   |
| VI   | 2007 |                 | S. Kłosowski PiS     | Ł. Tusk PO             | D. Jazłowiecka PO  |                                     | R. Węgrzyn PO                 | R. Galla MN | A. Krupa PO        | L. Dąbkowska-Cichocka PiS     | L. Korzeniowski PO |                          | A. Buła PO                        | T. Garbowski SLD (2005) LiD (2007) SLD (2011) |                     | J. Religa PiS     |                 | S. Rakoczy PSL | T. Jarmuziewicz PO |          |                                 |               |                   |          |                    |          |                   |
| VI   | 2009 | J. Okrągły PO   | S. Kłosowski PiS     | Ł. Tusk PO             |                    |                                     | R. Węgrzyn PO                 | R. Galla MN | A. Krupa PO        | L. Dąbkowska-Cichocka PiS     | L. Korzeniowski PO |                          | A. Buła PO                        | T. Garbowski SLD (2005) LiD (2007) SLD (2011) |                     | J. Religa PiS     |                 | S. Rakoczy PSL | T. Jarmuziewicz PO |          |                                 |               |                   |          |                    |          |                   |
| VII  | 2011 | J. Okrągły PO   | S. Kłosowski PiS     |                        | A. Kępiński RP     | B. Kolenda-Łabuś PO                 | R. Miller PO (2011) KO (2019) | R. Galla MN | J. Żyżyński PiS    |                               | L. Korzeniowski PO | P. Jaki PiS              | A. Buła PO                        | T. Garbowski SLD (2005) LiD (2007) SLD (2011) | –                   | –                 |                 |                | T. Jarmuziewicz PO |          |                                 |               |                   |          |                    |          |                   |
| VII  | 2013 | J. Okrągły PO   | S. Kłosowski PiS     | Ł. Tusk PO             | A. Kępiński RP     | B. Kolenda-Łabuś PO                 | R. Miller PO (2011) KO (2019) | R. Galla MN | J. Żyżyński PiS    |                               | L. Korzeniowski PO | P. Jaki PiS              |                                   | T. Garbowski SLD (2005) LiD (2007) SLD (2011) | –                   | –                 |                 |                | T. Jarmuziewicz PO |          |                                 |               |                   |          |                    |          |                   |
| VIII | 2015 |                 | S. Kłosowski PiS     | J. Sanocki K’15        |                    | W. Zembaczyński .N (2015) KO (2019) | R. Miller PO (2011) KO (2019) | R. Galla MN | J. Żyżyński PiS    | T. Kostuś PO (2015) KO (2019) | L. Korzeniowski PO | P. Jaki PiS              | R. Wilczyński PO (2015) KO (2019) |                                               | –                   | –                 | A. Duda PiS     |                | P. Grabowski K’15  |          |                                 |               |                   |          |                    |          |                   |
| VIII | 2015 | K. Czochara PiS |                      | J. Sanocki K’15        |                    | W. Zembaczyński .N (2015) KO (2019) | R. Miller PO (2011) KO (2019) | R. Galla MN | J. Żyżyński PiS    | T. Kostuś PO (2015) KO (2019) | L. Korzeniowski PO | P. Jaki PiS              | R. Wilczyński PO (2015) KO (2019) |                                               | –                   | –                 | A. Duda PiS     |                | P. Grabowski K’15  |          |                                 |               |                   |          |                    |          |                   |
| VIII | 2016 | K. Czochara PiS | B. Stawiarski PiS    | J. Sanocki K’15        |                    | W. Zembaczyński .N (2015) KO (2019) | R. Miller PO (2011) KO (2019) | R. Galla MN |                    | T. Kostuś PO (2015) KO (2019) | L. Korzeniowski PO | P. Jaki PiS              | R. Wilczyński PO (2015) KO (2019) |                                               | –                   | –                 | A. Duda PiS     |                | P. Grabowski K’15  |          |                                 |               |                   |          |                    |          |                   |
| VIII | 2018 | K. Czochara PiS | K. Bortniczuk PiS    | J. Sanocki K’15        |                    | W. Zembaczyński .N (2015) KO (2019) | R. Miller PO (2011) KO (2019) | R. Galla MN |                    | T. Kostuś PO (2015) KO (2019) | L. Korzeniowski PO | P. Jaki PiS              | R. Wilczyński PO (2015) KO (2019) |                                               | –                   | –                 | A. Duda PiS     |                | P. Grabowski K’15  |          |                                 |               |                   |          |                    |          |                   |
| VIII | 2019 | K. Czochara PiS | K. Bortniczuk PiS    | J. Sanocki K’15        | J. Naszkiewicz PiS | W. Zembaczyński .N (2015) KO (2019) | R. Miller PO (2011) KO (2019) | R. Galla MN |                    | T. Kostuś PO (2015) KO (2019) | L. Korzeniowski PO |                          | R. Wilczyński PO (2015) KO (2019) |                                               | –                   | –                 | A. Duda PiS     |                | P. Grabowski K’15  |          |                                 |               |                   |          |                    |          |                   |
| IX   | 2019 | K. Czochara PiS | K. Bortniczuk PiS    |                        | V. Porowska PiS    | W. Zembaczyński .N (2015) KO (2019) | R. Miller PO (2011) KO (2019) | R. Galla MN |                    | T. Kostuś PO (2015) KO (2019) |                    |                          | R. Wilczyński PO (2015) KO (2019) | P. Kukiz PSL (2019) PiS (2023)                | –                   | –                 |                 |                | J. Kowalski PiS    |          | M. Zawisza SLD (2019) NL (2023) | M. Ociepa PiS |                   |          |                    |          |                   |
| X    | 2023 | K. Czochara PiS |                      | W. Skalik Konfederacja |                    | W. Zembaczyński .N (2015) KO (2019) | R. Miller PO (2011) KO (2019) |             | D. Jazłowiecka KO  | T. Kostuś PO (2015) KO (2019) |                    | A. Gomoła TD             | T. Siemoniak KO                   | P. Kukiz PSL (2019) PiS (2023)                | –                   | –                 |                 |                | J. Kowalski PiS    |          | M. Zawisza SLD (2019) NL (2023) | M. Ociepa PiS |                   |          |                    |          |                   |
| X    | 2024 | K. Czochara PiS | P. Masełko KO        | W. Skalik Konfederacja |                    | W. Zembaczyński .N (2015) KO (2019) |                               |             | D. Jazłowiecka KO  | T. Kostuś PO (2015) KO (2019) |                    | A. Gomoła TD             | T. Siemoniak KO                   | P. Kukiz PSL (2019) PiS (2023)                | –                   | –                 |                 |                | J. Kowalski PiS    |          | M. Zawisza SLD (2019) NL (2023) | M. Ociepa PiS |                   |          |                    |          |                   |

### Wybory parlamentarne 2001
| Komitet wyborczy                                      | Komitet wyborczy                              | Głosów  | %     | Mandaty | Wybrani posłowie                                                                            |
| ----------------------------------------------------- | --------------------------------------------- | ------- | ----- | ------- | ------------------------------------------------------------------------------------------- |
|                                                       | KKW Sojusz Lewicy Demokratycznej – Unia Pracy | 120 778 | 38,84 | 5       | Aleksandra Jakubowska, Jerzy Szteliga, Jerzy Pilarczyk, Andrzej Namysło, Kazimierz Pietrzyk |
|                                                       | KWW Mniejszość Niemiecka                      | 42 340  | 13,62 | 2       | Henryk Kroll, Helmut Paździor                                                               |
|                                                       | KWW Platforma Obywatelska                     | 37 203  | 11,97 | 2       | Leszek Korzeniowski, Tadeusz Jarmuziewicz                                                   |
|                                                       | Samoobrona Rzeczpospolitej Polskiej           | 34 236  | 11,01 | 2       | Zenon Tyma, Józef Tomala                                                                    |
|                                                       | Liga Polskich Rodzin                          | 20 574  | 6,62  | 1       | Jerzy Czerwiński                                                                            |
|                                                       | Prawo i Sprawiedliwość                        | 16 576  | 5,33  | 1       | Andrzej Diakonow                                                                            |
|                                                       | Polskie Stronnictwo Ludowe                    | 15 802  | 5,08  | –       |                                                                                             |
|                                                       | KKW Akcja Wyborcza Solidarność Prawicy        | 11 387  | 3,66  | –       |                                                                                             |
|                                                       | Unia Wolności                                 | 9596    | 3,09  | –       |                                                                                             |
|                                                       | Alternatywa Ruch Społeczny                    | 1273    | 0,41  | –       |                                                                                             |
|                                                       | Polska Wspólnota Narodowa                     | 1161    | 0,37  | –       |                                                                                             |
| Frekwencja: 39,83% Źródło: Państwowa Komisja Wyborcza |                                               |         |       |         |                                                                                             |

Poniższa tabela przedstawia podział mandatów dla komitetów wyborczych na podstawie uzyskanych głosów, a następnie obliczonych ilorazów wyborczych na podstawie zmodyfikowanej metody Sainte-Laguë.
| Podział mandatów dla komitetów wyborczych na podstawie zmodyfikowanej metody Sainte-Laguë | Podział mandatów dla komitetów wyborczych na podstawie zmodyfikowanej metody Sainte-Laguë | Podział mandatów dla komitetów wyborczych na podstawie zmodyfikowanej metody Sainte-Laguë | Podział mandatów dla komitetów wyborczych na podstawie zmodyfikowanej metody Sainte-Laguë | Podział mandatów dla komitetów wyborczych na podstawie zmodyfikowanej metody Sainte-Laguë | Podział mandatów dla komitetów wyborczych na podstawie zmodyfikowanej metody Sainte-Laguë | Podział mandatów dla komitetów wyborczych na podstawie zmodyfikowanej metody Sainte-Laguë | Podział mandatów dla komitetów wyborczych na podstawie zmodyfikowanej metody Sainte-Laguë | Podział mandatów dla komitetów wyborczych na podstawie zmodyfikowanej metody Sainte-Laguë | Podział mandatów dla komitetów wyborczych na podstawie zmodyfikowanej metody Sainte-Laguë | Podział mandatów dla komitetów wyborczych na podstawie zmodyfikowanej metody Sainte-Laguë | Podział mandatów dla komitetów wyborczych na podstawie zmodyfikowanej metody Sainte-Laguë | Podział mandatów dla komitetów wyborczych na podstawie zmodyfikowanej metody Sainte-Laguë | Podział mandatów dla komitetów wyborczych na podstawie zmodyfikowanej metody Sainte-Laguë |
| Komitet wyborczy                                                                          | Komitet wyborczy                                                                          | Liczba głosów                                                                             | Iloraz wyborczy                                                                           | Iloraz wyborczy                                                                           | Iloraz wyborczy                                                                           | Iloraz wyborczy                                                                           | Iloraz wyborczy                                                                           | Iloraz wyborczy                                                                           | Iloraz wyborczy                                                                           | Iloraz wyborczy                                                                           | Mandaty                                                                                   | TP                                                                                        |                                                                                           |
| Komitet wyborczy                                                                          | Komitet wyborczy                                                                          | Liczba głosów                                                                             | /1,4                                                                                      | /3                                                                                        | /5                                                                                        | /7                                                                                        | /9                                                                                        | /11                                                                                       | ...                                                                                       | /25                                                                                       | Mandaty                                                                                   | TP                                                                                        |                                                                                           |
| ----------------------------------------------------------------------------------------- | ----------------------------------------------------------------------------------------- | ----------------------------------------------------------------------------------------- | ----------------------------------------------------------------------------------------- | ----------------------------------------------------------------------------------------- | ----------------------------------------------------------------------------------------- | ----------------------------------------------------------------------------------------- | ----------------------------------------------------------------------------------------- | ----------------------------------------------------------------------------------------- | ----------------------------------------------------------------------------------------- | ----------------------------------------------------------------------------------------- | ----------------------------------------------------------------------------------------- | ----------------------------------------------------------------------------------------- | ----------------------------------------------------------------------------------------- |
|                                                                                           | KKW Sojusz Lewicy Demokratycznej – Unia Pracy                                             | 120 778                                                                                   | 86 270                                                                                    | 40 259                                                                                    | 24 156                                                                                    | 17 254                                                                                    | 13 420                                                                                    | 10 980                                                                                    | ...                                                                                       | 4831                                                                                      | 5                                                                                         | 5,46                                                                                      |                                                                                           |
|                                                                                           | KWW Mniejszość Niemiecka                                                                  | 42 340                                                                                    | 30 243                                                                                    | 14 113                                                                                    | 8468                                                                                      | 6049                                                                                      | 4704                                                                                      | 3849                                                                                      | ...                                                                                       | 1694                                                                                      | 2                                                                                         | 1,91                                                                                      |                                                                                           |
|                                                                                           | KWW Platforma Obywatelska                                                                 | 37 203                                                                                    | 26 574                                                                                    | 12 401                                                                                    | 7441                                                                                      | 5315                                                                                      | 4134                                                                                      | 3382                                                                                      | ...                                                                                       | 1488                                                                                      | 2                                                                                         | 1,68                                                                                      |                                                                                           |
|                                                                                           | Samoobrona Rzeczpospolitej Polskiej                                                       | 34 236                                                                                    | 24 454                                                                                    | 11 412                                                                                    | 6847                                                                                      | 4891                                                                                      | 3804                                                                                      | 3112                                                                                      | ...                                                                                       | 1369                                                                                      | 2                                                                                         | 1,55                                                                                      |                                                                                           |
|                                                                                           | Liga Polskich Rodzin                                                                      | 20 574                                                                                    | 14 696                                                                                    | 6858                                                                                      | 4115                                                                                      | 2939                                                                                      | 2286                                                                                      | 1870                                                                                      | ...                                                                                       | 823                                                                                       | 1                                                                                         | 0,93                                                                                      |                                                                                           |
|                                                                                           | Prawo i Sprawiedliwość                                                                    | 16 576                                                                                    | 11 840                                                                                    | 5525                                                                                      | 3315                                                                                      | 2368                                                                                      | 1842                                                                                      | 1507                                                                                      | ...                                                                                       | 721                                                                                       | 1                                                                                         | 0,75                                                                                      |                                                                                           |
|                                                                                           | Polskie Stronnictwo Ludowe                                                                | 15 802                                                                                    | 11 287                                                                                    | 5267                                                                                      | 3160                                                                                      | 2257                                                                                      | 1756                                                                                      | 1437                                                                                      | ...                                                                                       | 632                                                                                       | 0                                                                                         | 0,71                                                                                      |                                                                                           |
| Ogółem                                                                                    | Ogółem                                                                                    | 287 509                                                                                   | –                                                                                         | –                                                                                         | –                                                                                         | –                                                                                         | –                                                                                         | –                                                                                         | –                                                                                         | –                                                                                         | 13                                                                                        | 13                                                                                        |                                                                                           |

### Wybory parlamentarne 2005
| Komitet wyborczy                                      | Komitet wyborczy                    | Głosów | %     | Mandaty | Wybrani posłowie                                                               |
| ----------------------------------------------------- | ----------------------------------- | ------ | ----- | ------- | ------------------------------------------------------------------------------ |
|                                                       | Platforma Obywatelska RP            | 64 683 | 24,24 | 4       | Danuta Jazłowiecka, Tadeusz Jarmuziewicz, Ryszard Knosala, Leszek Korzeniowski |
|                                                       | Prawo i Sprawiedliwość              | 54 779 | 20,53 | 3       | Sławomir Kłosowski, Teresa Ceglecka-Zielonka, Mieczysław Walkiewicz            |
|                                                       | KWW Mniejszość Niemiecka            | 34 469 | 12,92 | 2       | Ryszard Galla, Henryk Kroll                                                    |
|                                                       | Samoobrona Rzeczpospolitej Polskiej | 28 244 | 10,59 | 2       | Józef Stępkowski, Sandra Lewandowska                                           |
|                                                       | Sojusz Lewicy Demokratycznej        | 27 718 | 10,39 | 1       | Tomasz Garbowski                                                               |
|                                                       | Liga Polskich Rodzin                | 18 204 | 6,82  | 1       | Marek Kawa                                                                     |
|                                                       | Polskie Stronnictwo Ludowe          | 12 778 | 4,79  | –       |                                                                                |
|                                                       | Partia Demokratyczna – demokraci.pl | 7713   | 2,89  | –       |                                                                                |
|                                                       | Socjaldemokracja Polska             | 7482   | 2,80  | –       |                                                                                |
|                                                       | Platforma Janusza Korwin-Mikke      | 4306   | 1,61  | –       |                                                                                |
|                                                       | Ruch Patriotyczny                   | 3341   | 1,25  | –       |                                                                                |
|                                                       | Polska Partia Pracy                 | 1860   | 0,70  | –       |                                                                                |
|                                                       | Polska Partia Narodowa              | 741    | 0,28  | –       |                                                                                |
|                                                       | Narodowe Odrodzenie Polski          | 506    | 0,19  | –       |                                                                                |
| Frekwencja: 33,47% Źródło: Państwowa Komisja Wyborcza |                                     |        |       |         |                                                                                |

Poniższa tabela przedstawia podział mandatów dla komitetów wyborczych na podstawie uzyskanych głosów, a następnie obliczonych ilorazów wyborczych na podstawie metody D’Hondta.
| Podział mandatów dla komitetów wyborczych na podstawie metody D’Hondta | Podział mandatów dla komitetów wyborczych na podstawie metody D’Hondta | Podział mandatów dla komitetów wyborczych na podstawie metody D’Hondta | Podział mandatów dla komitetów wyborczych na podstawie metody D’Hondta | Podział mandatów dla komitetów wyborczych na podstawie metody D’Hondta | Podział mandatów dla komitetów wyborczych na podstawie metody D’Hondta | Podział mandatów dla komitetów wyborczych na podstawie metody D’Hondta | Podział mandatów dla komitetów wyborczych na podstawie metody D’Hondta | Podział mandatów dla komitetów wyborczych na podstawie metody D’Hondta | Podział mandatów dla komitetów wyborczych na podstawie metody D’Hondta | Podział mandatów dla komitetów wyborczych na podstawie metody D’Hondta | Podział mandatów dla komitetów wyborczych na podstawie metody D’Hondta |
| Komitet wyborczy                                                       | Komitet wyborczy                                                       | Liczba głosów                                                          | Iloraz wyborczy                                                        | Iloraz wyborczy                                                        | Iloraz wyborczy                                                        | Iloraz wyborczy                                                        | Iloraz wyborczy                                                        | Iloraz wyborczy                                                        | Iloraz wyborczy                                                        | Mandaty                                                                | TP                                                                     |
| Komitet wyborczy                                                       | Komitet wyborczy                                                       | Liczba głosów                                                          | /1                                                                     | /2                                                                     | /3                                                                     | /4                                                                     | /5                                                                     | ...                                                                    | /13                                                                    | Mandaty                                                                | TP                                                                     |
| ---------------------------------------------------------------------- | ---------------------------------------------------------------------- | ---------------------------------------------------------------------- | ---------------------------------------------------------------------- | ---------------------------------------------------------------------- | ---------------------------------------------------------------------- | ---------------------------------------------------------------------- | ---------------------------------------------------------------------- | ---------------------------------------------------------------------- | ---------------------------------------------------------------------- | ---------------------------------------------------------------------- | ---------------------------------------------------------------------- |
|                                                                        | Platforma Obywatelska RP                                               | 64 683                                                                 | 64 683                                                                 | 32 342                                                                 | 21 561                                                                 | 16 171                                                                 | 12 937                                                                 | ...                                                                    | 4976                                                                   | 4                                                                      | 3,49                                                                   |
|                                                                        | Prawo i Sprawiedliwość                                                 | 54 779                                                                 | 54 779                                                                 | 27 390                                                                 | 18 260                                                                 | 13 695                                                                 | 10 956                                                                 | ...                                                                    | 4214                                                                   | 3                                                                      | 2,96                                                                   |
|                                                                        | KWW Mniejszość Niemiecka                                               | 34 469                                                                 | 34 469                                                                 | 17 235                                                                 | 11 490                                                                 | 8617                                                                   | 6894                                                                   | ...                                                                    | 2651                                                                   | 2                                                                      | 1,86                                                                   |
|                                                                        | Samoobrona Rzeczpospolitej Polskiej                                    | 28 244                                                                 | 28 244                                                                 | 14 122                                                                 | 9415                                                                   | 7061                                                                   | 5649                                                                   | ...                                                                    | 2173                                                                   | 2                                                                      | 1,52                                                                   |
|                                                                        | Sojusz Lewicy Demokratycznej                                           | 27 718                                                                 | 27 718                                                                 | 13 859                                                                 | 9239                                                                   | 6930                                                                   | 5544                                                                   | ...                                                                    | 2132                                                                   | 1                                                                      | 1,50                                                                   |
|                                                                        | Liga Polskich Rodzin                                                   | 18 204                                                                 | 18 204                                                                 | 9102                                                                   | 6068                                                                   | 4551                                                                   | 3641                                                                   | ...                                                                    | 1400                                                                   | 1                                                                      | 0,98                                                                   |
|                                                                        | Polskie Stronnictwo Ludowe                                             | 12 778                                                                 | 12 778                                                                 | 6389                                                                   | 4259                                                                   | 3195                                                                   | 2556                                                                   | ...                                                                    | 983                                                                    | 0                                                                      | 0,69                                                                   |
| Ogółem                                                                 | Ogółem                                                                 | 240 875                                                                | –                                                                      | –                                                                      | –                                                                      | –                                                                      | –                                                                      | –                                                                      | –                                                                      | 13                                                                     | 13                                                                     |

### Wybory parlamentarne 2007
| Komitet wyborczy                                      | Komitet wyborczy                      | Głosów  | %     | Mandaty | Wybrani posłowie |
| ----------------------------------------------------- | ------------------------------------- | ------- | ----- | ------- | --- |
|                                                       | Platforma Obywatelska RP              | 171 683 | 46,58 | 7       | Leszek Korzeniowski, Danuta Jazłowiecka, Łukasz Tusk, Tadeusz Jarmuziewicz, Robert Węgrzyn, Adam Krupa, Andrzej Buła, Janina Okrągły |
|                                                       | Prawo i Sprawiedliwość                | 84 295  | 22,87 | 3       | Lena Dąbkowska-Cichocka, Sławomir Kłosowski, Jan Religa                                                                              |
|                                                       | KKW Lewica i Demokraci SLD+SDPL+PD+UP | 41 250  | 11,19 | 1       | Tomasz Garbowski |
|                                                       | KWW Mniejszość Niemiecka              | 32 462  | 8,81  | 1       | Ryszard Galla |
|                                                       | Polskie Stronnictwo Ludowe            | 24 392  | 6,62  | 1       | Stanisław Rakoczy |
|                                                       | Samoobrona Rzeczpospolitej Polskiej   | 6395    | 1,74  | –       | |
|                                                       | Liga Polskich Rodzin                  | 4722    | 1,28  | –       | |
|                                                       | Polska Partia Pracy                   | 3341    | 0,91  | –       | |
| Frekwencja: 45,53% Źródło: Państwowa Komisja Wyborcza |                                       |         |       |         | |

Poniższa tabela przedstawia podział mandatów dla komitetów wyborczych na podstawie uzyskanych głosów, a następnie obliczonych ilorazów wyborczych na podstawie metody D’Hondta.
| Podział mandatów dla komitetów wyborczych na podstawie metody D’Hondta | Podział mandatów dla komitetów wyborczych na podstawie metody D’Hondta | Podział mandatów dla komitetów wyborczych na podstawie metody D’Hondta | Podział mandatów dla komitetów wyborczych na podstawie metody D’Hondta | Podział mandatów dla komitetów wyborczych na podstawie metody D’Hondta | Podział mandatów dla komitetów wyborczych na podstawie metody D’Hondta | Podział mandatów dla komitetów wyborczych na podstawie metody D’Hondta | Podział mandatów dla komitetów wyborczych na podstawie metody D’Hondta | Podział mandatów dla komitetów wyborczych na podstawie metody D’Hondta | Podział mandatów dla komitetów wyborczych na podstawie metody D’Hondta | Podział mandatów dla komitetów wyborczych na podstawie metody D’Hondta | Podział mandatów dla komitetów wyborczych na podstawie metody D’Hondta | Podział mandatów dla komitetów wyborczych na podstawie metody D’Hondta | Podział mandatów dla komitetów wyborczych na podstawie metody D’Hondta | Podział mandatów dla komitetów wyborczych na podstawie metody D’Hondta |
| Komitet wyborczy                                                       | Komitet wyborczy                                                       | Liczba głosów                                                          | Iloraz wyborczy                                                        | Iloraz wyborczy                                                        | Iloraz wyborczy                                                        | Iloraz wyborczy                                                        | Iloraz wyborczy                                                        | Iloraz wyborczy                                                        | Iloraz wyborczy                                                        | Iloraz wyborczy                                                        | Iloraz wyborczy                                                        | Iloraz wyborczy                                                        | Mandaty                                                                | TP                                                                     |
| Komitet wyborczy                                                       | Komitet wyborczy                                                       | Liczba głosów                                                          | /1                                                                     | /2                                                                     | /3                                                                     | /4                                                                     | /5                                                                     | /6                                                                     | /7                                                                     | /8                                                                     | ...                                                                    | /13                                                                    | Mandaty                                                                | TP                                                                     |
| ---------------------------------------------------------------------- | ---------------------------------------------------------------------- | ---------------------------------------------------------------------- | ---------------------------------------------------------------------- | ---------------------------------------------------------------------- | ---------------------------------------------------------------------- | ---------------------------------------------------------------------- | ---------------------------------------------------------------------- | ---------------------------------------------------------------------- | ---------------------------------------------------------------------- | ---------------------------------------------------------------------- | ---------------------------------------------------------------------- | ---------------------------------------------------------------------- | ---------------------------------------------------------------------- | ---------------------------------------------------------------------- |
|                                                                        | Platforma Obywatelska RP                                               | 171 683                                                                | 171 683                                                                | 85 842                                                                 | 57 228                                                                 | 42 971                                                                 | 34 337                                                                 | 28 614                                                                 | 24 526                                                                 | 21 460                                                                 | ...                                                                    | 13 206                                                                 | 7                                                                      | 6,30                                                                   |
|                                                                        | Prawo i Sprawiedliwość                                                 | 84 295                                                                 | 84 295                                                                 | 42 148                                                                 | 28 098                                                                 | 21 074                                                                 | 16 859                                                                 | 14 049                                                                 | 12 042                                                                 | 10 537                                                                 | ...                                                                    | 6484                                                                   | 3                                                                      | 3,09                                                                   |
|                                                                        | KKW Lewica i Demokraci SLD+SDPL+PD+UP                                  | 41 250                                                                 | 41 250                                                                 | 20 625                                                                 | 13 750                                                                 | 10 313                                                                 | 8250                                                                   | 6875                                                                   | 5893                                                                   | 5156                                                                   | ...                                                                    | 3173                                                                   | 1                                                                      | 1,51                                                                   |
|                                                                        | KWW Mniejszość Niemiecka                                               | 32 462                                                                 | 32 462                                                                 | 16 231                                                                 | 10 821                                                                 | 8116                                                                   | 6492                                                                   | 5410                                                                   | 4637                                                                   | 4058                                                                   | ...                                                                    | 2497                                                                   | 1                                                                      | 1,19                                                                   |
|                                                                        | Polskie Stronnictwo Ludowe                                             | 24 392                                                                 | 24 392                                                                 | 12 196                                                                 | 8131                                                                   | 6098                                                                   | 4878                                                                   | 4065                                                                   | 3485                                                                   | 3049                                                                   | ...                                                                    | 1876                                                                   | 1                                                                      | 0,90                                                                   |
| Ogółem                                                                 | Ogółem                                                                 | 354 082                                                                | –                                                                      | –                                                                      | –                                                                      | –                                                                      | –                                                                      | –                                                                      | –                                                                      | –                                                                      | –                                                                      | –                                                                      | 13                                                                     | 13                                                                     |

### Wybory parlamentarne 2011
| Komitet wyborczy                                      | Komitet wyborczy                  | Głosów  | %     | Mandaty | Wybrani posłowie |
| ----------------------------------------------------- | --------------------------------- | ------- | ----- | ------- | --- |
|                                                       | Platforma Obywatelska RP          | 140 641 | 44,00 | 6       | Leszek Korzeniowski, Tadeusz Jarmuziewicz, Janina Okrągły, Brygida Kolenda-Łabuś, Andrzej Buła, Rajmund Miller, Łukasz Tusk |
|                                                       | Prawo i Sprawiedliwość            | 65 739  | 20,56 | 3       | Sławomir Kłosowski, Jerzy Żyżyński, Patryk Jaki                                                                             |
|                                                       | Ruch Palikota                     | 30 919  | 9,67  | 1       | Adam Kępiński |
|                                                       | KWW Mniejszość Niemiecka          | 28 014  | 8,76  | 1       | Ryszard Galla |
|                                                       | Sojusz Lewicy Demokratycznej      | 24 723  | 7,73  | 1       | Tomasz Garbowski |
|                                                       | Polskie Stronnictwo Ludowe        | 18 816  | 5,89  | –       | |
|                                                       | Polska Jest Najważniejsza         | 7121    | 2,23  | –       | |
|                                                       | Prawica                           | 1967    | 0,62  | –       | |
|                                                       | Polska Partia Pracy – Sierpień 80 | 1726    | 0,54  | –       | |
| Frekwencja: 40,95% Źródło: Państwowa Komisja Wyborcza |                                   |         |       |         | |

Poniższa tabela przedstawia podział mandatów dla komitetów wyborczych na podstawie uzyskanych głosów, a następnie obliczonych ilorazów wyborczych na podstawie metody D’Hondta.
| Podział mandatów dla komitetów wyborczych na podstawie metody D’Hondta | Podział mandatów dla komitetów wyborczych na podstawie metody D’Hondta | Podział mandatów dla komitetów wyborczych na podstawie metody D’Hondta | Podział mandatów dla komitetów wyborczych na podstawie metody D’Hondta | Podział mandatów dla komitetów wyborczych na podstawie metody D’Hondta | Podział mandatów dla komitetów wyborczych na podstawie metody D’Hondta | Podział mandatów dla komitetów wyborczych na podstawie metody D’Hondta | Podział mandatów dla komitetów wyborczych na podstawie metody D’Hondta | Podział mandatów dla komitetów wyborczych na podstawie metody D’Hondta | Podział mandatów dla komitetów wyborczych na podstawie metody D’Hondta | Podział mandatów dla komitetów wyborczych na podstawie metody D’Hondta | Podział mandatów dla komitetów wyborczych na podstawie metody D’Hondta | Podział mandatów dla komitetów wyborczych na podstawie metody D’Hondta | Podział mandatów dla komitetów wyborczych na podstawie metody D’Hondta |
| Komitet wyborczy                                                       | Komitet wyborczy                                                       | Liczba głosów                                                          | Iloraz wyborczy                                                        | Iloraz wyborczy                                                        | Iloraz wyborczy                                                        | Iloraz wyborczy                                                        | Iloraz wyborczy                                                        | Iloraz wyborczy                                                        | Iloraz wyborczy                                                        | Iloraz wyborczy                                                        | Iloraz wyborczy                                                        | Mandaty                                                                | TP                                                                     |
| Komitet wyborczy                                                       | Komitet wyborczy                                                       | Liczba głosów                                                          | /1                                                                     | /2                                                                     | /3                                                                     | /4                                                                     | /5                                                                     | /6                                                                     | /7                                                                     | ...                                                                    | /12                                                                    | Mandaty                                                                | TP                                                                     |
| ---------------------------------------------------------------------- | ---------------------------------------------------------------------- | ---------------------------------------------------------------------- | ---------------------------------------------------------------------- | ---------------------------------------------------------------------- | ---------------------------------------------------------------------- | ---------------------------------------------------------------------- | ---------------------------------------------------------------------- | ---------------------------------------------------------------------- | ---------------------------------------------------------------------- | ---------------------------------------------------------------------- | ---------------------------------------------------------------------- | ---------------------------------------------------------------------- | ---------------------------------------------------------------------- |
|                                                                        | Platforma Obywatelska RP                                               | 140 641                                                                | 140 641                                                                | 70 321                                                                 | 46 880                                                                 | 35 160                                                                 | 28 128                                                                 | 23 440                                                                 | 20 092                                                                 | ...                                                                    | 11 720                                                                 | 6                                                                      | 5,46                                                                   |
|                                                                        | Prawo i Sprawiedliwość                                                 | 65 739                                                                 | 65 739                                                                 | 32 870                                                                 | 21 913                                                                 | 16 435                                                                 | 13 148                                                                 | 10 957                                                                 | 9391                                                                   | ...                                                                    | 5478                                                                   | 3                                                                      | 2,55                                                                   |
|                                                                        | Ruch Palikota                                                          | 30 919                                                                 | 30 919                                                                 | 15 460                                                                 | 10 306                                                                 | 7730                                                                   | 6184                                                                   | 5153                                                                   | 4417                                                                   | ...                                                                    | 2577                                                                   | 1                                                                      | 1,20                                                                   |
|                                                                        | KWW Mniejszość Niemiecka                                               | 28 014                                                                 | 28 014                                                                 | 14 007                                                                 | 9338                                                                   | 7004                                                                   | 5603                                                                   | 4669                                                                   | 4002                                                                   | ...                                                                    | 2335                                                                   | 1                                                                      | 1,09                                                                   |
|                                                                        | Sojusz Lewicy Demokratycznej                                           | 24 723                                                                 | 24 723                                                                 | 12 362                                                                 | 8241                                                                   | 6181                                                                   | 4945                                                                   | 4121                                                                   | 3532                                                                   | ...                                                                    | 2060                                                                   | 1                                                                      | 0,96                                                                   |
|                                                                        | Polskie Stronnictwo Ludowe                                             | 18 816                                                                 | 18 816                                                                 | 9408                                                                   | 6272                                                                   | 4704                                                                   | 3763                                                                   | 3136                                                                   | 2688                                                                   | ...                                                                    | 1568                                                                   | 0                                                                      | 0,73                                                                   |
| Ogółem                                                                 | Ogółem                                                                 | 308 852                                                                | –                                                                      | –                                                                      | –                                                                      | –                                                                      | –                                                                      | –                                                                      | –                                                                      | –                                                                      | –                                                                      | 12                                                                     | 12                                                                     |

### Wybory parlamentarne 2015
| Komitet wyborczy                                      | Komitet wyborczy                             | Głosów | %     | Mandaty | Wybrani posłowie |
| ----------------------------------------------------- | -------------------------------------------- | ------ | ----- | ------- | --- |
|                                                       | Prawo i Sprawiedliwość                       | 93 926 | 27,77 | 4       | Patryk Jaki, Sławomir Kłosowski, Jerzy Żyżyński, Antoni Duda, Katarzyna Czochara, Bartłomiej Stawiarski, Kamil Bortniczuk, Jerzy Naszkiewicz |
|                                                       | Platforma Obywatelska RP                     | 88 731 | 26,23 | 4       | Leszek Korzeniowski, Tomasz Kostuś, Rajmund Miller, Ryszard Wilczyński                                                                       |
|                                                       | KWW Kukiz’15                                 | 42 537 | 12,58 | 2       | Janusz Sanocki, Paweł Grabowski |
|                                                       | KWW Mniejszość Niemiecka                     | 27 530 | 8,14  | 1       | Ryszard Galla |
|                                                       | Nowoczesna Ryszarda Petru                    | 24 152 | 7,14  | 1       | Witold Zembaczyński |
|                                                       | KKW Zjednoczona Lewica SLD+TR+PPS+UP+Zieloni | 22 841 | 6,75  | –       | |
|                                                       | KORWiN                                       | 13 346 | 3,95  | –       | |
|                                                       | Polskie Stronnictwo Ludowe                   | 12 464 | 3,68  | –       | |
|                                                       | Partia Razem                                 | 10 202 | 3,02  | –       | |
|                                                       | KWW JOW Bezpartyjni                          | 1772   | 0,52  | –       | |
|                                                       | KWW Grzegorza Brauna „Szczęść Boże!”         | 751    | 0,22  | –       | |
| Frekwencja: 43,12% Źródło: Państwowa Komisja Wyborcza |                                              |        |       |         | |

Poniższa tabela przedstawia podział mandatów dla komitetów wyborczych na podstawie uzyskanych głosów, a następnie obliczonych ilorazów wyborczych na podstawie metody D’Hondta.
| Podział mandatów dla komitetów wyborczych na podstawie metody D’Hondta | Podział mandatów dla komitetów wyborczych na podstawie metody D’Hondta | Podział mandatów dla komitetów wyborczych na podstawie metody D’Hondta | Podział mandatów dla komitetów wyborczych na podstawie metody D’Hondta | Podział mandatów dla komitetów wyborczych na podstawie metody D’Hondta | Podział mandatów dla komitetów wyborczych na podstawie metody D’Hondta | Podział mandatów dla komitetów wyborczych na podstawie metody D’Hondta | Podział mandatów dla komitetów wyborczych na podstawie metody D’Hondta | Podział mandatów dla komitetów wyborczych na podstawie metody D’Hondta | Podział mandatów dla komitetów wyborczych na podstawie metody D’Hondta | Podział mandatów dla komitetów wyborczych na podstawie metody D’Hondta | Podział mandatów dla komitetów wyborczych na podstawie metody D’Hondta |
| Komitet wyborczy                                                       | Komitet wyborczy                                                       | Liczba głosów                                                          | Iloraz wyborczy                                                        | Iloraz wyborczy                                                        | Iloraz wyborczy                                                        | Iloraz wyborczy                                                        | Iloraz wyborczy                                                        | Iloraz wyborczy                                                        | Iloraz wyborczy                                                        | Mandaty                                                                | TP                                                                     |
| Komitet wyborczy                                                       | Komitet wyborczy                                                       | Liczba głosów                                                          | /1                                                                     | /2                                                                     | /3                                                                     | /4                                                                     | /5                                                                     | ...                                                                    | /12                                                                    | Mandaty                                                                | TP                                                                     |
| ---------------------------------------------------------------------- | ---------------------------------------------------------------------- | ---------------------------------------------------------------------- | ---------------------------------------------------------------------- | ---------------------------------------------------------------------- | ---------------------------------------------------------------------- | ---------------------------------------------------------------------- | ---------------------------------------------------------------------- | ---------------------------------------------------------------------- | ---------------------------------------------------------------------- | ---------------------------------------------------------------------- | ---------------------------------------------------------------------- |
|                                                                        | Prawo i Sprawiedliwość                                                 | 93 926                                                                 | 93 926                                                                 | 46 963                                                                 | 31 309                                                                 | 23 482                                                                 | 18 785                                                                 | ...                                                                    | 7827                                                                   | 4                                                                      | 3,90                                                                   |
|                                                                        | Platforma Obywatelska RP                                               | 88 731                                                                 | 88 731                                                                 | 44 366                                                                 | 29 577                                                                 | 22 183                                                                 | 17 746                                                                 | ...                                                                    | 7394                                                                   | 4                                                                      | 3,68                                                                   |
|                                                                        | KWW Kukiz’15                                                           | 42 537                                                                 | 42 537                                                                 | 21 269                                                                 | 14 179                                                                 | 10 634                                                                 | 8507                                                                   | ...                                                                    | 3545                                                                   | 2                                                                      | 1,76                                                                   |
|                                                                        | KWW Mniejszość Niemiecka                                               | 27 530                                                                 | 27 530                                                                 | 13 765                                                                 | 9177                                                                   | 6883                                                                   | 5506                                                                   | ...                                                                    | 2294                                                                   | 1                                                                      | 1,14                                                                   |
|                                                                        | Nowoczesna Ryszarda Petru                                              | 24 152                                                                 | 24 152                                                                 | 12 076                                                                 | 8051                                                                   | 6038                                                                   | 4830                                                                   | ...                                                                    | 2013                                                                   | 1                                                                      | 1,00                                                                   |
|                                                                        | Polskie Stronnictwo Ludowe                                             | 12 464                                                                 | 12 464                                                                 | 6232                                                                   | 4155                                                                   | 3116                                                                   | 2493                                                                   | ...                                                                    | 1039                                                                   | 0                                                                      | 0,52                                                                   |
| Ogółem                                                                 | Ogółem                                                                 | 289 340                                                                | –                                                                      | –                                                                      | –                                                                      | –                                                                      | –                                                                      | –                                                                      | –                                                                      | 12                                                                     | 12                                                                     |

### Wybory parlamentarne 2019
| Komitet wyborczy                                      | Komitet wyborczy                           | Głosów  | %     | Mandaty | Wybrani posłowie                                                                        |
| ----------------------------------------------------- | ------------------------------------------ | ------- | ----- | ------- | --------------------------------------------------------------------------------------- |
|                                                       | Prawo i Sprawiedliwość                     | 152 999 | 37,64 | 5       | Violetta Porowska, Katarzyna Czochara, Janusz Kowalski, Kamil Bortniczuk, Marcin Ociepa |
|                                                       | KKW Koalicja Obywatelska PO .N iPL Zieloni | 108 570 | 26,71 | 4       | Witold Zembaczyński, Tomasz Kostuś, Rajmund Miller, Ryszard Wilczyński                  |
|                                                       | Sojusz Lewicy Demokratycznej               | 47 699  | 11,74 | 1       | Marcelina Zawisza                                                                       |
|                                                       | Polskie Stronnictwo Ludowe                 | 41 901  | 10,31 | 1       | Paweł Kukiz                                                                             |
|                                                       | KWW Mniejszość Niemiecka                   | 32 094  | 7,90  | 1       | Ryszard Galla                                                                           |
|                                                       | Konfederacja Wolność i Niepodległość       | 23 176  | 5,70  | –       |                                                                                         |
| Frekwencja: 52,91% Źródło: Państwowa Komisja Wyborcza |                                            |         |       |         |                                                                                         |

Poniższa tabela przedstawia podział mandatów dla komitetów wyborczych na podstawie uzyskanych głosów, a następnie obliczonych ilorazów wyborczych na podstawie metody D’Hondta.
| Podział mandatów dla komitetów wyborczych na podstawie metody D’Hondta | Podział mandatów dla komitetów wyborczych na podstawie metody D’Hondta | Podział mandatów dla komitetów wyborczych na podstawie metody D’Hondta | Podział mandatów dla komitetów wyborczych na podstawie metody D’Hondta | Podział mandatów dla komitetów wyborczych na podstawie metody D’Hondta | Podział mandatów dla komitetów wyborczych na podstawie metody D’Hondta | Podział mandatów dla komitetów wyborczych na podstawie metody D’Hondta | Podział mandatów dla komitetów wyborczych na podstawie metody D’Hondta | Podział mandatów dla komitetów wyborczych na podstawie metody D’Hondta | Podział mandatów dla komitetów wyborczych na podstawie metody D’Hondta | Podział mandatów dla komitetów wyborczych na podstawie metody D’Hondta | Podział mandatów dla komitetów wyborczych na podstawie metody D’Hondta | Podział mandatów dla komitetów wyborczych na podstawie metody D’Hondta |
| Komitet wyborczy                                                       | Komitet wyborczy                                                       | Liczba głosów                                                          | Iloraz wyborczy                                                        | Iloraz wyborczy                                                        | Iloraz wyborczy                                                        | Iloraz wyborczy                                                        | Iloraz wyborczy                                                        | Iloraz wyborczy                                                        | Iloraz wyborczy                                                        | Iloraz wyborczy                                                        | Mandaty                                                                | TP                                                                     |
| Komitet wyborczy                                                       | Komitet wyborczy                                                       | Liczba głosów                                                          | /1                                                                     | /2                                                                     | /3                                                                     | /4                                                                     | /5                                                                     | /6                                                                     | ...                                                                    | /12                                                                    | Mandaty                                                                | TP                                                                     |
| ---------------------------------------------------------------------- | ---------------------------------------------------------------------- | ---------------------------------------------------------------------- | ---------------------------------------------------------------------- | ---------------------------------------------------------------------- | ---------------------------------------------------------------------- | ---------------------------------------------------------------------- | ---------------------------------------------------------------------- | ---------------------------------------------------------------------- | ---------------------------------------------------------------------- | ---------------------------------------------------------------------- | ---------------------------------------------------------------------- | ---------------------------------------------------------------------- |
|                                                                        | Prawo i Sprawiedliwość                                                 | 152 999                                                                | 152 999                                                                | 76 500                                                                 | 51 000                                                                 | 38 250                                                                 | 30 600                                                                 | 25 500                                                                 | ...                                                                    | 12 750                                                                 | 5                                                                      | 4,52                                                                   |
|                                                                        | KKW Koalicja Obywatelska PO .N iPL Zieloni                             | 108 570                                                                | 108 570                                                                | 54 285                                                                 | 36 190                                                                 | 27 143                                                                 | 21 714                                                                 | 18 095                                                                 | ...                                                                    | 9048                                                                   | 4                                                                      | 3,21                                                                   |
|                                                                        | Sojusz Lewicy Demokratycznej                                           | 47 699                                                                 | 47 699                                                                 | 23 850                                                                 | 15 900                                                                 | 11 925                                                                 | 9540                                                                   | 7950                                                                   | ...                                                                    | 3975                                                                   | 1                                                                      | 1,41                                                                   |
|                                                                        | Polskie Stronnictwo Ludowe                                             | 41 901                                                                 | 41 901                                                                 | 20 951                                                                 | 13 967                                                                 | 10 475                                                                 | 8380                                                                   | 6984                                                                   | ...                                                                    | 3492                                                                   | 1                                                                      | 1,24                                                                   |
|                                                                        | KWW Mniejszość Niemiecka                                               | 32 094                                                                 | 32 094                                                                 | 16 047                                                                 | 10 698                                                                 | 8024                                                                   | 6419                                                                   | 5349                                                                   | ...                                                                    | 2675                                                                   | 1                                                                      | 0,95                                                                   |
|                                                                        | Konfederacja Wolność i Niepodległość                                   | 23 176                                                                 | 23 176                                                                 | 11 588                                                                 | 7725                                                                   | 5794                                                                   | 4635                                                                   | 3863                                                                   | ...                                                                    | 1931                                                                   | 0                                                                      | 0,68                                                                   |
| Ogółem                                                                 | Ogółem                                                                 | 406 439                                                                | –                                                                      | –                                                                      | –                                                                      | –                                                                      | –                                                                      | –                                                                      | –                                                                      | –                                                                      | 12                                                                     | 12                                                                     |

### Wybory parlamentarne 2023
| Komitet wyborczy                                      | Komitet wyborczy                                                           | Głosów  | %     | Mandaty | Wybrani posłowie                                                                                        |
| ----------------------------------------------------- | -------------------------------------------------------------------------- | ------- | ----- | ------- | --- |
|                                                       | KKW Koalicja Obywatelska PO .N iPL Zieloni                                 | 161 241 | 33,59 | 5       | Tomasz Siemoniak, Witold Zembaczyński, Tomasz Kostuś, Rajmund Miller, Danuta Jazłowiecka, Paweł Masełko |
|                                                       | Prawo i Sprawiedliwość                                                     | 150 022 | 31,26 | 4       | Paweł Kukiz, Marcin Ociepa, Katarzyna Czochara, Janusz Kowalski                                         |
|                                                       | KKW Trzecia Droga Polska 2050 Szymona Hołowni – Polskie Stronnictwo Ludowe | 61 155  | 12,74 | 1       | Adam Gomoła                                                                                             |
|                                                       | Nowa Lewica                                                                | 34 763  | 7,24  | 1       | Marcelina Zawisza                                                                                       |
|                                                       | Konfederacja Wolność i Niepodległość                                       | 31 150  | 6,49  | 1       | Włodzimierz Skalik                                                                                      |
|                                                       | KWW Mniejszość Niemiecka                                                   | 25 778  | 5,37  | –       | |
|                                                       | Polska Jest Jedna                                                          | 8338    | 1,74  | –       | |
|                                                       | Bezpartyjni Samorządowcy                                                   | 7521    | 1,57  | –       | |
| Frekwencja: 66,60% Źródło: Państwowa Komisja Wyborcza |                                                                            |         |       |         | |

Poniższa tabela przedstawia podział mandatów dla komitetów wyborczych na podstawie uzyskanych głosów, a następnie obliczonych ilorazów wyborczych na podstawie metody D’Hondta.
| Podział mandatów dla komitetów wyborczych na podstawie metody D’Hondta | Podział mandatów dla komitetów wyborczych na podstawie metody D’Hondta     | Podział mandatów dla komitetów wyborczych na podstawie metody D’Hondta | Podział mandatów dla komitetów wyborczych na podstawie metody D’Hondta | Podział mandatów dla komitetów wyborczych na podstawie metody D’Hondta | Podział mandatów dla komitetów wyborczych na podstawie metody D’Hondta | Podział mandatów dla komitetów wyborczych na podstawie metody D’Hondta | Podział mandatów dla komitetów wyborczych na podstawie metody D’Hondta | Podział mandatów dla komitetów wyborczych na podstawie metody D’Hondta | Podział mandatów dla komitetów wyborczych na podstawie metody D’Hondta | Podział mandatów dla komitetów wyborczych na podstawie metody D’Hondta | Podział mandatów dla komitetów wyborczych na podstawie metody D’Hondta | Podział mandatów dla komitetów wyborczych na podstawie metody D’Hondta |
| Komitet wyborczy                                                       | Komitet wyborczy                                                           | Liczba głosów                                                          | Iloraz wyborczy                                                        | Iloraz wyborczy                                                        | Iloraz wyborczy                                                        | Iloraz wyborczy                                                        | Iloraz wyborczy                                                        | Iloraz wyborczy                                                        | Iloraz wyborczy                                                        | Iloraz wyborczy                                                        | Mandaty                                                                | TP                                                                     |
| Komitet wyborczy                                                       | Komitet wyborczy                                                           | Liczba głosów                                                          | /1                                                                     | /2                                                                     | /3                                                                     | /4                                                                     | /5                                                                     | /6                                                                     | ...                                                                    | /12                                                                    | Mandaty                                                                | TP                                                                     |
| ---------------------------------------------------------------------- | -------------------------------------------------------------------------- | ---------------------------------------------------------------------- | ---------------------------------------------------------------------- | ---------------------------------------------------------------------- | ---------------------------------------------------------------------- | ---------------------------------------------------------------------- | ---------------------------------------------------------------------- | ---------------------------------------------------------------------- | ---------------------------------------------------------------------- | ---------------------------------------------------------------------- | ---------------------------------------------------------------------- | ---------------------------------------------------------------------- |
|                                                                        | KKW Koalicja Obywatelska PO .N iPL Zieloni                                 | 161 241                                                                | 161 241                                                                | 80 621                                                                 | 53 747                                                                 | 40 310                                                                 | 32 248                                                                 | 26 874                                                                 | ...                                                                    | 13 437                                                                 | 5                                                                      | 4,17                                                                   |
|                                                                        | Prawo i Sprawiedliwość                                                     | 150 022                                                                | 150 022                                                                | 75 011                                                                 | 50 007                                                                 | 37 506                                                                 | 30 004                                                                 | 25 004                                                                 | ...                                                                    | 12 502                                                                 | 4                                                                      | 3,88                                                                   |
|                                                                        | KKW Trzecia Droga Polska 2050 Szymona Hołowni – Polskie Stronnictwo Ludowe | 61 155                                                                 | 61 155                                                                 | 30 578                                                                 | 20 385                                                                 | 15 289                                                                 | 12 231                                                                 | 10 193                                                                 | ...                                                                    | 5096                                                                   | 1                                                                      | 1,58                                                                   |
|                                                                        | Nowa Lewica                                                                | 34 763                                                                 | 34 763                                                                 | 17 382                                                                 | 11 588                                                                 | 8691                                                                   | 6953                                                                   | 5794                                                                   | ...                                                                    | 2897                                                                   | 1                                                                      | 0,90                                                                   |
|                                                                        | Konfederacja Wolność i Niepodległość                                       | 31 150                                                                 | 31 150                                                                 | 15 575                                                                 | 10 383                                                                 | 7788                                                                   | 6230                                                                   | 5192                                                                   | ...                                                                    | 2596                                                                   | 1                                                                      | 0,81                                                                   |
|                                                                        | KWW Mniejszość Niemiecka                                                   | 25 778                                                                 | 25 778                                                                 | 12 889                                                                 | 8593                                                                   | 6445                                                                   | 5156                                                                   | 4296                                                                   | ...                                                                    | 2148                                                                   | 0                                                                      | 0,67                                                                   |
| Ogółem                                                                 | Ogółem                                                                     | 464 109                                                                | –                                                                      | –                                                                      | –                                                                      | –                                                                      | –                                                                      | –                                                                      | –                                                                      | –                                                                      | 12                                                                     | 12                                                                     |